# Anuttarasamjaksambodhi
Anuttarasamjaksambodhi – Najwyższe, Właściwe i Równe Oświecenie. Najwyższe oświecenie osiągane przez buddów.